# Jabłonica (rzeka)
Jabłonica – rzeka w Polsce, lewobrzeżny dopływ Szabasówki o długości 30,77 km.